# DSER 15 und 16
Die DSER 15 und 16 waren zwei 1C-Dampflokomotiven, die für den schweren Güterverkehr auf der Hauptstrecke der Dublin and South Eastern Railway (DSER) von Dublin nach Wexford gebaut wurden. Die zwei Lokomotiven wurden von G. H. Wild konstruiert und von Beyer, Peacock and Company in ihrem Gorton Foundry in Manchester gebaut.

## Geschichte
Wegen der Gefahr von Schäden an den neuen Lokomotiven während des Irischen Bürgerkrieges zwischen 1921 und 1922, wurden die beiden Exemplare zur Aufbewahrung nach Belfast geschickt. Sie waren bei der Great Northern Railway (Ireland) (GNRI) in Adelaide, bis sie 1923 zur DSER zurückkehrten. Die Lokomotiven wurden in den frühen 1960er-Jahren ausgemustert.
1925 ging die DSER in den Great Southern Railways auf und die zwei Lokomotiven wurden in 461 und 462 umgezeichnet und als Klasse 461 oder Klasse K2 eingereiht.

## Farbgebung
Die ursprünglich im Grün der DSER gestaltete Lokomotive wurde mit Übernahme durch die Great Southern Railways (GSR) in deren Fracht-Farbschema, einem unlinierten dunklen „battleship grey“, lackiert. In den späten 1950er Jahren wurde als Farbschema bei der GSR generell ein unliniertes Schwarz eingeführt. Dies war auch die Lackierung, die die Lokomotive mit der Nummer 461 bei ihrer letzten Überholung zusammen mit nachgebauten Gussnummernplatten aus ihrer Zeit bei der GSR erhielt.
Nach ihrer Restaurierung 2011 kam die 461 im Lindgrün des CIE-Farbschemas wieder zum Einsatz.

## Erhaltene Lokomotive

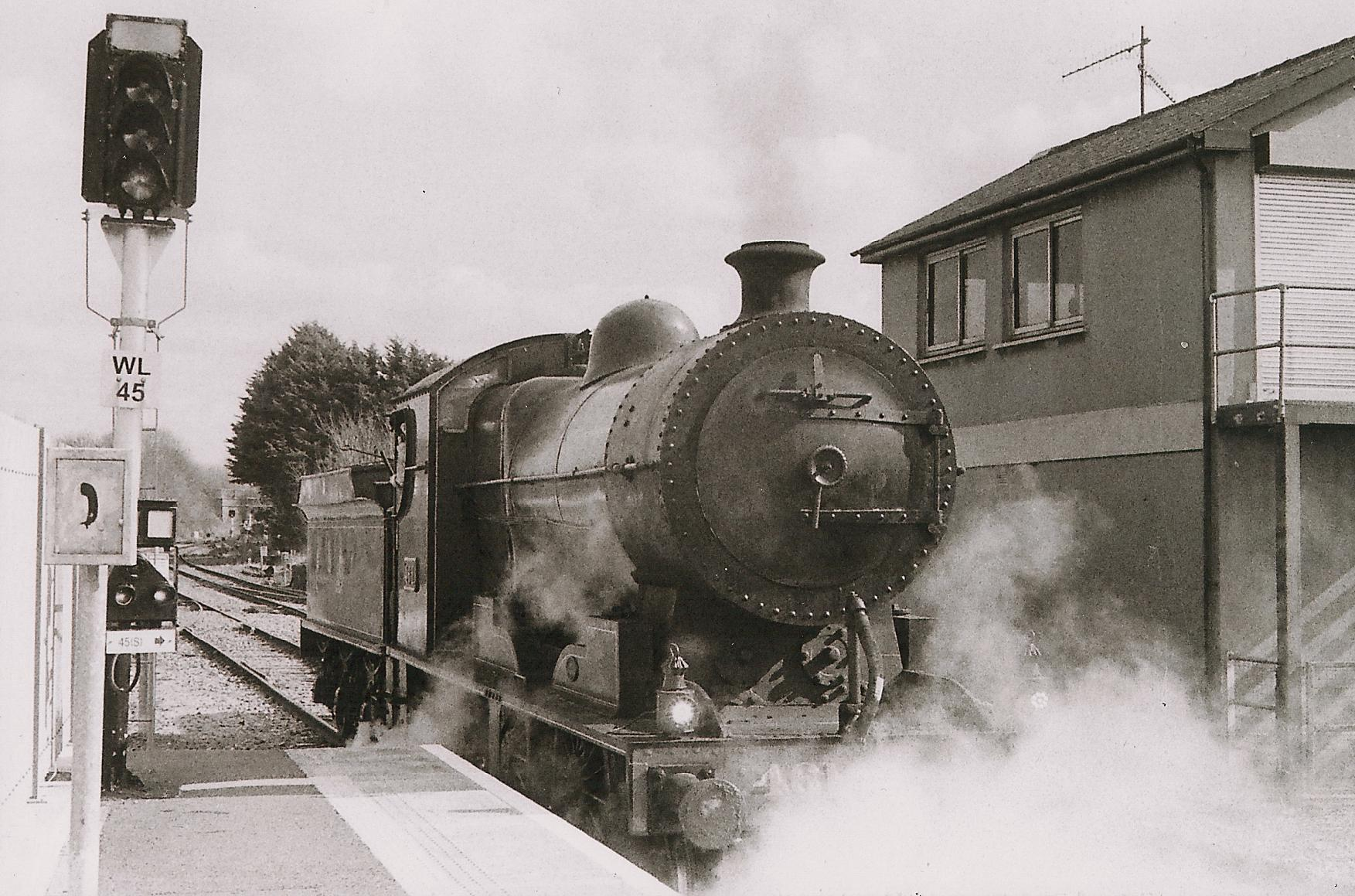
461 auf der „The Marble City“ railtour

Erhalten blieb die 461 bei der Railway Preservation Society of Ireland (RPSI). 461 war in Wexford für den Güterzugdienst und in Waterford, wo sie vor Rübenzügen eingesetzt wurde, bis zur Ausmusterung 1962 stationiert, ein Jahr bevor die CIÉ den Dampflokeinsatz beendete. 1977 übergab die CIÉ die Lokomotive der RPSI. Es folgte eine umfangreiche Überholung in Whitehead und die Lokomotive kehrte Ende 1990 in den Einsatz zurück. 2011 war die Lokomotive in einer kompletten Überholung in der Werkstatt der RPSI in Whitehead. Die Lokomotive 461 war in mehreren Kinofilmen zu sehen, wie z. B. in Michael Collins und Die Asche meiner Mutter.